# プロジェクトA子
『プロジェクトA子』（プロジェクトエーこ）は、創映新社製作のアニメ映画。1986年6月21日に松竹富士系にて公開された。併映は『旅立ち 亜美・終章』。

## 概要
学園、さらには街、宇宙船を巻き込んでいくバイオレンスギャグ作品で、映画公開後の続編がOVAで制作された。本作は実質的なシナリオライターは存在せず、監督の西島克彦と作画監督の森山ゆうじが1/3ほどのストーリーを練り上げ、森山が絵コンテを描きながらストーリーを進め、西島がチェックを入れる形で制作された。
元は『くりいむレモン』の1本として企画がスタートした。このため初期の脚本では濡れ場が存在している。
音楽はアメリカンサウンドを取り入れロサンゼルスで収録、リッチー・ジトー、ジョーイ・カーボーンが参加して話題となった。
タイトルの由来はジャッキー・チェン主演映画の『プロジェクトA』である。
当時ラポート社から発行されていたアンソロジー本には、萩原一至の作品が掲載されている。

## ストーリー
プロジェクトA子
200X年。16年前の隕石落下による大破壊から、ようやく復興した東京。ある日、女子高校・グラビトン学園に2人の少女が転校してくる。一人は並外れたパワーを持つ摩神英子（A子）。もう一人は能天気で子供のような寿詩子（C子）。クラスメイトとなった美人で頭脳明晰な大徳寺美子（B子）は一目でC子のことを気に入り、A子といつも行動しているC子を自分のものにしたいと思う。その後、B子は3人が同じ幼稚園だった事、そして当時A子に決闘を申し込んだが、A子が引越ししたために果たせなかった事を思い出す。翌日、B子はC子をかけた決着をつけようと、自分の開発したメカと共にA子を校門前で待ち構え、宣戦布告。A子とB子の戦いが幕を開ける。時を同じくして、巨大な謎の宇宙船が地球に飛来しようとしていた。
プロジェクトA子2 大徳寺財閥の陰謀
巨大宇宙船は大破し、シティタワーに突き刺さった状態で宙ぶらりんになった。キャプテン達は宇宙船を巨大アミューズメントセンターにし、併せて巨大宇宙船の修復をA子達に懇願していた。一方、B子の父大徳寺輝は、宇宙船を乗っ取りそのテクノロジーを我が物にしようと画策、司令長官と共闘し、さらにB子設計の巨大メカ「クインマルガリータ」を使い輝の邪魔をするA子に迫る。
プロジェクトA子3 シンデレラ♥ラプソディ
大徳寺輝による宇宙船乗っ取りは失敗し、巨大宇宙船は娯楽施設として繁盛していた。A子達も平穏な生活に戻りつつあったが、そんな時、A子、B子はK君という男性に出会いそれぞれ恋焦がれる。一方、C子は二人から疎外されつつあると寂しい思いをするのであったが…
プロジェクトA子 完結篇
A子、B子、C子達はいつもと変わらぬ生活を送っていた。しかし、宇宙には明らかに異変が起きつつあり、防衛軍は警戒態勢を敷いた。そして遂に巨大宇宙船の大艦隊が地球に来襲する。一方、K君は大徳寺輝の画策で亜弓先生とみ合いをすることになった。それを阻止しようとするA子、B子。乱闘の中、宇宙船から一人の女性がC子の前に現れるのだった。

## 登場人物
摩神英子（まがみ えいこ）
声：伊藤美紀
声優の伊藤美紀の初主演作品となる。
以前の学校で問題を起こし、C子と共にグラビトン学園に転校してくる。
過去の隕石落下の影響で人間離れした怪力と肉体的な頑強さを手に入れる。リストバンドは怪力を押さえ込む為の重り。C子とは友情で堅く結ばれている。
小説版では父親がスーパーマンであるかのような描写がある。
本編でも両親ともに日本人離れした容姿で描かれており、父親は『デイリー・プラネット』紙を読んでおり、母親はワンダーウーマンのコスチュームの柄のエプロンをしている。更に海外版コミックでは両親の名前はクラークとダイアナである。
角川スニーカー文庫版では同性愛者。喫煙や飲酒を嗜むが、家族には飲み過ぎを咎められる程度。C子とは恋人同士だが、他の少女と浮気もする。
怪力以外は常識的なキャラクターだったアニメ版とは異なり、同作では刹那的な快楽主義者として描かれている。
設定資料集によると本編終了の後C子と同じ短大に入学したが事件を起こし数日で退学、6年後には海外で黒人の中年男性を相棒に私立探偵を営んでいる。
大徳寺美子（だいとくじ びいこ）
声：篠原恵美
声優の篠原恵美のデビュー作品となる。
通称B子。大富豪のお嬢様で、グラビトン学園では生徒会長を務め、全校のマドンナ的存在。高飛車な性格で、C子を巡ってA子と対立する。
頭脳明晰で、A子の怪力に対抗すべく自ら開発したパワードスーツを着込み騒動を起こす。
A子との関係はC子を巡って当初は極めて険悪であったが、B子の恋愛感情がK君にも移るあたりから、良きライバル関係に近いものになっていった。
幼稚園でA子・C子に出会っており、その時にA子に味わわされた屈辱をいまだに憶えている。
開発するメカのデザインセンス、ネーミングセンスは共に(作中評価では)最悪であり、一般人やC子にすら古臭くダサいと評されるほどである。
角川スニーカー文庫版では同性愛者で、C子を巡ってA子と対立関係になる。
設定資料集によると本編終了6年後は大学院に在籍している。さまざまな研究は美学や無茶ぶりが災いして学会からは無視され続けているとのこと。結婚話は断った。
寿詩子（ことぶき しいこ）
声：富沢美智恵
通称C子。A子とは親友で、いつも一緒に行動している。前の学校で事件を起こして転校する事になったA子にくっついて、グラビトン学園にやってきた。
天涯孤独の身の上で一人暮らしをしていたが、実は異星人のお姫様であり、彼女を探して地球を訪れた異星人に拉致（回収）されてしまう。
ムック等に書かれた設定では裕福な老人の養子だったが、その老人もすでに故人であるとのこと。
3サイズはB72・W60・H75で155cm43kg。
角川スニーカー文庫版では出生の秘密は特に語られなかった。同作では同性愛者で、A子とは恋人同士。
設定資料集によると本編終了6年後はA子らと別れた事もあり異星人の宇宙船に入り浸りそのまま住み付き、仕事内容を一切理解しないまま異星人らの高級売春宿のマダムに就任した。セクシーな美女に成長している。
安土亜弓（あづち あゆみ）
声：向殿あさみ
A子、B子、C子たちのクラスの担任教師。
モデルは「クリィミーマミ」で、怒ると本家の様に毛が逆立つ。
キャプテン・ナポリポリタ
声：池田秀一
巨大宇宙船の艦長。その衣装はキャプテン・ハーロックを彷彿とさせる。実は女性。宇宙船墜落後はDとともに再建に四苦八苦する。
D
声：玄田哲章
巨大宇宙船から派遣された筋骨隆々な諜報員。実は女性である。腕力は相当なものだがA子には及ばなかった。
B子の子分
真理（まり）
声：郷里大輔/池本小百合
B子の手下の1人。北斗の拳に登場するかのような筋肉質の身体をセーラー服に包んでいる。ちゃんとしたセリフは池本が担当し、唸り声や言葉にならない声は郷里が担当している。企画時には男性キャラで「北東野 健」という名で、ムックでは別名として「北東野 拳子」との名前も書かれている。
あさ
声：小粥よう子
B子の手下の1人。物語冒頭で真理とともにA子に挑むが、真理の攻撃の巻き添えを喰いあっけなく敗退。
いね
声：鷹森淑乃
B子の手下の1人。モデルは西島克彦。B子製作のパワードスーツを着込みA子に挑むが敗退。
うめ
声：林原めぐみ
B子の手下の1人。B子製作のスーパーロボット「MAX5000」に乗り込みA子に挑むもコクピット機構に致命的欠陥があり何もできないまま敗退。設定には「森沢優17(18との記述も)歳」との書き込みがある。なお、B子の手下四人はあくまでB子の命令でA子に敵対しているに過ぎず、彼女らの個人感情としてはA子に対する敵意は殆どない。
地球防衛軍司令長官
声：大木民夫、一作目パイロット版は岡和男（クレジットはなし）。
一作目ではシリアスキャラだったが、二作目で大徳寺輝と共闘するあたりからギャグキャラ化し、終盤ではC子の母星艦隊及び大徳寺財閥のいざこざに巻き込まれ疲労し、まさに矢吹丈のごとく燃え尽きた。なお、アンソロジーコミックのもりやまゆうじ執筆ページにて本名が出ているが公式のものかは不明。
ステーション指令長官
声：ばんばひろふみ
アップル隊隊長
声：ばんばひろふみ
パイロット
声：長江健二
工事現場主任
声：長江健二
オペレーター
声：千倉真理
アナウンサー
声：扇一平・竹内靖夫
ナビゲーター
声：三崎由紀・向井亜紀
副司令長官・ステーション大佐・のら犬
声：山口健
副司令は一作目ではシリアスキャラだったが、司令長官同様後にギャグキャラ化し、最後は疲労困憊した司令長官に代わり実質軍の指揮をとっていた。なお一作目と完結篇ではキャラクターデザインがかなり違っており、別人の可能性もある（ただし声は同じく山口が担当）。
声：富田晃
アベック
声：善財圭一・長尾理保子
生徒
声：吉川知子・吉川由香
大徳寺輝
声：大塚芳忠（一作目パイロット版のナレーションも担当）
A子2 大徳寺財閥の陰謀から登場。B子の父親であり、大徳寺財閥の当主。オーバーテクノロジーの塊である墜落した巨大宇宙船を乗っ取ろうと司令長官と共闘する。
結城桂（K君）
声：玄田哲章
A子3 シンデレラ♥ラプソディから登場。口数少ない美青年。
偶然出あったA子が夢中になる。また、A子を監視していたB子のほうも夢中になり、2人から奪い合われることになるが、K本人の意中の人はC子である。A子3の最後でC子に告白するも、壮絶な返答で振られる。
完結篇では、亜弓先生と見合いして気に入られ、例によって自分の意志を表示できず、母親と亜弓先生に流され翌日に結婚式を挙げることになる。
桂の母
声：武藤礼子
完結篇に登場。
母親
声：島本須美
完結篇終盤に登場。とある一般家庭の母親。『めぞん一刻』の音無響子のパロディキャラで声優も同じである。

## スタッフ
- 原作 - 西島克彦、白坂一美
- 脚本 - 森山ゆうじ、西島克彦、川崎知子
- 監督 - 西島克彦
- 演出 - 森川しげる
- キャラクターデザイン・作画監督 - 森山ゆうじ
- メカニックデザイン - グラビトン
- メカニック作画監督 - 増尾昭一
- 作画監督補佐 - 平田智浩
- メカニック作画監督補佐 - 伊藤浩二
- 美術監督 - 木村真二
- 美術設定 - 東條俊寿
- 撮影監督 - 新井隆文
- 音楽 - リッチー・ジトー、ジョーイ・カーボーン、赤坂東児
- 音響監督 - 本田保則
- 音響効果 - 佐藤一俊
- プロデューサー - 野村和史
- 製作 - 創映新社、A.P.P.P.
- 配給 - 松竹富士

## シリーズ作品（OVA）

### プロジェクトA子2 大徳寺財閥の陰謀
1987年5月17日に劇場先行公開、数日後の5月21日に映像ソフトが発売。LD版はアナログオーディオに本編音声、デジタルオーディオにオリジナルサウンドトラック（市販されたCD未収録曲含む）が収録されたデュアルディスク仕様。
スタッフ
- 原作 - 西島克彦、白坂一美、森山ゆうじ
- 監督・原案・キャラクターデザイン・作画監督 - 森山ゆうじ
- 脚本 - 小山高男
- 演出・絵コンテ - 望月智充
- 美術監督 - 東潤一
- 撮影監督 - 久保田典秀
- 音響監督 - 本田保則
- 音響効果 - 佐藤一俊
- プロデューサー - 吉田尚剛、丸山寿敏
- 制作プロデューサー - 野村和史
- アニメーション制作 - A.P.P.P.
- 企画製作 - 創映新社、ポニー

### プロジェクトA子3 シンデレラ♥ラプソディ
1988年6月21日発売。レモンエンジェルがゲスト出演しており、声もオリジナルキャストが務めている。
スタッフ
- 原案 - 西島克彦、白坂一美、森山ゆうじ
- 監督・絵コンテ・キャラクターデザイン・作画監督 - 森山ゆうじ
- 脚本 - 川崎智子
- メカニックデザイン - 大畑晃一、西中康弘
- 演出・メカ作監 - 増尾昭一
- 美術監督 - 松平聡
- 撮影監督 - 久保田典秀
- 音楽 - 飛澤宏元
- 音響監督 - 本田保則
- 音響効果 - 神保大介（スワラ・プロ）
- プロデューサー - 野村和史
- 制作プロデューサー - 飯塚智久、榎本歩光
- アニメーション制作 - スタジオ・ファンタジア
- 企画製作 - 創映新社、ポニーキャニオン

### プロジェクトA子 完結篇
1989年10月7日に劇場先行公開。同年11月21日にソフト発売。音楽CDには劇中登場するA子ロボフィギュアが付属していた。
スタッフ
- 原案 - 西島克彦、白坂一美、森山ゆうじ
- 監督・絵コンテ・キャラクターデザイン・作画監督 - もりやまゆうじ
- 脚本 - もりやまゆうじ、川崎知子
- 構成 - もりやまゆうじ、森川滋
- メカニックデザイン - 森川定美
- 演出 - 森川滋
- 美術監督 - 東潤一
- 撮影監督 - 細野正
- 音楽 - 羽田健太郎
- 音響監督 - 本田保則
- 音響効果 - 神保大介（スワラ・プロ）
- プロデューサー - 中嶋嘉美、久米憲司
- 制作プロデューサー - 榎本歩光
- アニメーション制作 - スタジオ・ファンタジア
- 企画製作 - 創映新社、ポニーキャニオン

### A-Ko The VS
1990年に『GRAY SIDE』『BLUE SIDE』の2作品が発売。
完結篇までとのストーリー的なつながりはなく、A子、B子、C子のキャラクターを用いた別ストーリー。
スタッフ
- 原案 - 西島克彦、白坂一美
- 監督 - 西島克彦
- 脚本 - 西島克彦（GRAY SIDE）、辻壮一（GRAY SIDE）、河原祐二（BLUE SIDE）
- キャラクターデザイン原案（GRAY SIDE） - 西島克彦
- キャラクターデザイン・作画監督 - 本橋秀之（GRAY SIDE）、西島克彦（BLUE SIDE）
- 絵コンテ - 西島克彦（GRAY SIDE）、もとやまゆうじ（BLUE SIDE）
- 演出 - 池上誉優（GRAY SIDE）、森川滋（BLUE SIDE）
- 構成（BLUE SIDE） - 西島克彦、森川滋
- モンスター・メカ作監（BLUE SIDE） - はしもとたかし
- 美術監督 - 宮前光春（GRAY SIDE）、中座洋次（BLUE SIDE）
- 撮影監督 - 新井隆文（GRAY SIDE）、金子仁（BLUE SIDE）
- 音楽 - 川井憲次（GRAY SIDE）、田中公平（BLUE SIDE）
- 音響監督 - 本田保則
- 音響効果 - 神保大介（スワラ・プロ）
- プロデューサー - 中嶋嘉美
- 制作プロデューサー - 榎本歩光、野崎公明（GRAY SIDEのみ）
- アニメーション制作 - スタジオ・ファンタジア、スタジオシグナル（GRAY SIDEのみ）
- 企画製作 - ネクスタート

## 関連商品
サウンドトラックは、一作目はポリスター、二作目はキャニオンレコード、三作目以降はポニーキャニオンから発売された。企画盤としては、1〜3作目の歌にドラマ「対決/A子vsB子」、影次ケイの書き下ろしコミックが付いた「プロジェクトA子 Original Song Book」（1988年）、A子、B子、C子のコンサート風ソング集「プロジェクトA子／最終公演」（1989年）が発売された。

### 楽曲

#### プロジェクトA子（楽曲）
エンディング - 「フォローユアドリーム〜C子のテーマ〜」
日本語作詞 - 三浦徳子 / 歌 - プロジェクト・シスターズ（大徳寺美子 with 摩神英子&寿詩子）
挿入歌 - 「Dance Away」
作詞 - リッチー・ズィトー / 作曲 - ジョーイ・カーボーン / 歌 - ANNIE LIVINGSTON
挿入歌 - 「ダンスアウェイ〜A子のテーマ〜」
日本語作詞 - 三浦徳子 / 歌 - プロジェクト・シスターズ（寿詩子 with 摩神英子&大徳寺美子）
挿入歌 - 「Follow your Dream」
作詞 - リッチー・ジトー / 作曲 - ジョーイ・カーボーン & リッチー・ジトー / 歌 - VALERIE STEVENSON
挿入歌 - 「In Your Eyes （〜B子のテーマ〜）」
作詞 - ジョーイ・カーボーン / 作曲 - ジョーイ・カーボーン / 歌 - サマンサ・ニューアーク

#### プロジェクトA子2 大徳寺財閥の陰謀（楽曲）
エンディング - 「心もJUMPして! 夏のイントロ」
作詞 - 竹内まりや / 作曲 - 竹内まりや / 歌 - 福永恵規
イメージソング - 「星のロマンス」
作詞 - 許瑛子 / 作曲・編曲 - 後藤次利 / 歌 - 福永恵規
イメージソング - 「うわさのSuper Girl」
作詞 - 竹内まりや / 作曲 - 和泉常寛 / 歌 - 伊藤美紀、篠原恵美、富沢美智恵

#### プロジェクトA子3 シンデレラ♥ラプソディ（楽曲）
「シンデレラ♥ラプソディ」
作詞 - よしばもえ / 作曲 - 飛澤宏元 / 歌 - 伊藤美紀、篠原恵美、富沢美智恵
「Get a Chance!」
作詞 - 森雪之丞 / 作曲 - 中崎英也 / 歌 - BaBe with キャリアン
歌詞英語版

#### プロジェクトA子 完結篇（楽曲）
エンディング - 「さよならのシグナル」
「Follow your Dream」の別日本語歌詞
作詞 - JOEY CARBONE、RICHIE ZITO / 日本語作詞 - 及川眠子 / 作曲 - Joey Carbone & Richie Zito / 歌 - 新谷由美
挿入歌 - 「In Your Eyes」（日本語ヴァージョン）
作詞 - JOEY CARBONE / 日本語訳詞 - A-ko Project / 作曲 - Joey Carbone / 歌 - 伊藤美紀
挿入歌  - 「A子・旅立ち」
作詞 - A-ko Project / 作曲・編曲 - 川井憲次 / 歌 - 伊藤美紀、篠原恵美、富沢美智恵
イメージソング  - 「勇気があれば」
作詞 - A-ko Project / 作曲・編曲 - 川井憲次 / 歌 - 伊藤美紀、篠原恵美、富沢美智恵

#### A-Ko The VS（楽曲）
「GRAY SIDE 〜砂の雨〜」
作詞 - 森雪之丞 / 作曲 - 田中公平 / 編曲 - 川井憲次 / 歌 - Emmie
「BLUE SIDE 〜小さな奇蹟〜」
作詞 - 森雪之丞 / 作曲 - 川井憲次 / 編曲 - 田中公平 / 歌 - Emmie

### プロジェクトA子 Original Song Book
特に記載のない楽曲については上述と同じ。
1. Dance Away
2. Follow your Dream
3. In Your Eyes
4. 心もJUMPして! 夏のイントロ
5. うわさのスーパーガール
6. Get a Chance!
7. シンデレラ♥ラプソディ
8. 坂道 (Normal Version)
作詞:安田毅,作曲:安田毅,歌:摩神英子
9. あの子が欲しい
作詞:安田毅,作曲:安田毅,歌:大徳寺美子
10. 童話メドレー
歌:寿詩子
11. プロジェクトA to Z数え唄
作詞:安田毅,作曲:安田毅,歌:摩神英子、大徳寺美子、寿詩子
12. ダンスアウェイ〜A子のテーマ〜
13. フォローユアドリーム〜C子のテーマ〜
14. 坂道 (DJ-Special Version)
前述の「坂道」と同じ楽曲であるが、摩神英子によるレコーディング風景、およびそれを邪魔する大徳寺美子、応援しようとする寿詩子のがやが入り、次第に摩神英子の音程も外れて行く。
15. ドラマ 対決! A子 VS B子
前述の「坂道 (DJ-Special Version)」でレコーディングを邪魔され、スタジオ外に飛び出した摩神英子と大徳寺美子、およびディレクターからの言伝を授かった寿詩子によるミニドラマ。

### 書籍
ノベライズ
1986年6月には角川書店と講談社で、ノベライズが発行された。ほぼアニメの通り内容は講談社版の川崎智子で、角川版は特に1巻がアニメとは大きく異なる。
くりいむレモンシリーズの中の一篇として企画されていた時期の設定を色濃く残しており、メインキャラクター達がことごとく同性愛者になっている。
角川文庫、のち角川スニーカー文庫
- プロジェクトA子 越沼初美 1986年6月 ISBN 978-4041657010
- プロジェクトA子〈2〉 団龍彦 1987年5月 ISBN 978-4041689011

講談社X文庫
- ストーリー・ブック プロジェクトA子  川崎智子 1986年6月 ISBN 978-4061900622

コミックス
- アニメパロディプロジェクトA子 影次ケイ　ABC出版 1988年8月 ISBN 978-4915621567
- 自主制作ぶっちぎり プロジェクトA子 影次ケイ 富士美コミックス 1991年

アンソロジー
パロディコミック プロジェクトA子 アンソロジー ラポート 1986年7月
矢野健太郎,あろひろし,他
パロディコミック プロジェクトA子2 アンソロジー ラポート 1987年8月
矢野健太郎,あろひろし,萩原一至,他
パロディコミック プロジェクトA子3 アンソロジー ラポート 1988年6月
矢野健太郎,あろひろし,影次ケイ,明石沢貴士,新田真子,飛龍乱,見田竜介,他
パロディコミック プロジェクトA子4 完結編!? アンソロジー ラポート 1990年1月
矢野健太郎,Eichi,武林武士,にいなあきひこ,佐原一光,さだ☆こーじ,池田恵,影次ケイ,菅原あわじ,恋緒みなと,きむらひでふみ,猫島礼,すずや那智,みやさかたかし
パロディコミック プロジェクトA子 番外編 アンソロジー ラポート 1990年10月
矢野健太郎,安永航一郎,他

創映新社編
- フィルムコミックス プロジェクトA子 前編 徳間ジャパン 1986年8月 ISBN 978-4924678194
- フィルムコミックス プロジェクトA子 後編 徳間ジャパン 1986年8月 ISBN 978-4924678200
- プロジェクトA子BEST COLLECTION 徳間コミュニケーションズ  1986年9月 ISBN 978-4924678217

未公開資料＆インタビュー＆宣伝用スチール＆没絵コンテ
プロジェクトA子〈4〉原画集 徳間コミュニケーション 1986年8月 ISBN 978-4886580061
- 上記のほか、絵コンテ集〈1・2〉、設定資料集〈3〉、1986年7月

### レーザーディスク・VHDビデオディスク・ビデオ(VHS・Beta)
劇場版一作目は、元々スタンダードサイズで製作されていたが、公開時は上下カットされビスタサイズであった。ビデオ(VHS・Beta)版はその上映版を収録している。レーザーディスク・VHDビデオディスク版はノートリミングスタンダードサイズで収録された。

### DVD
アメリカではDVD3枚で全ての作品が発売されている（1作・2〜完結篇・A-Ko The VS）。特に1作目のDVDはコレクターズ・シリーズと銘を打ち、音声は日本語・英語・このDVDのための森山ゆうじのコメンタリー（制作当時の貴重なエピソードを聞くことができる）、映像特典には予告編やテレビスポット、プロモーションビデオ、メイキング（公開当時、日本で発売された物）、森山のインタビュー（このDVD用）、北米でビデオが発売された当時のコミカライズ作品など多数収録され、サントラCDまで付いているにもかかわらず、安価で販売されていた（現在では品薄である）。リージョンALLなので日本のDVDでも視聴可能。
「プロジェクトA子 DVD完全BOX」（3枚組）2003年1月24日発売。一作目は、ビデオ版同様上下カットされているビスタサイズ。

### Blu-ray
2022年1月、「プロジェクトA子 劇場版 HDリマスター」北米版Blu-rayが発売された。特典関連はLDの特典映像+『A子シークレットファイル』、北米DVD版のもりやまゆうじ氏のコメンタリー等に加え、日本版DVD-BOXのキャストコメンタリー他、設定画（初期設定含む）、本編映像に同期させた絵コンテ集、トリビア集。

## 関連番組
プロモーションの一環として文化放送にてくりいむレモンの亜美がアシスタントを勤める『サンデーアニメジョッキー』が放送された。

## 反響
公開前の『アニメージュ』1986年5月号の記事において監督の西島克彦は質問に答えるかたちで、制作動機を「明るく、理屈の先行しない作品を観たかったので。最近の作品は宗教がかっているのが多くて、それに暗い!! だからキライです」、A子で目指すものとして「押井・宮崎さんに絶対作れないもの。早い話が超脳天気で頭がいたくならないもの」と答えた。この内容は続く6月号の創映新社の記事にも一部が記された。
これは本人のコメントにあるように、『風の谷のナウシカ』や『天使のたまご』を念頭に置いて、社会性や芸術性の少ない肩の凝らない娯楽作を作りたいという意図で発言したものと思われるが、当の宮崎駿の目に止まり、『天空の城ラピュタ』製作中に行ったアニメ雑誌記者を集めた会見で「セーラー服が機関銃撃って、走り回ってる様なもの作ったら絶対ダメなんです。絶対ダメなんです。2万人の読者が、そのうちの4割が買うか5割が買うかという事であって、そういう人達が、押井守とか宮崎駿が作らないものを作る、なんて言ってるのを聞くとね、腹が立つだけなんですけれども、志が低すぎると思うんです」という非難を浴びる結果になってしまった（アニメ業界の現状に対する批判の一環として出た発言である）。一方、西島はこの発言を見て「営業妨害だ」とコメントしたと伝えられる。また、この会見内容は全録が『コミックボックス』に、抄録が『月刊OUT』に掲載されたが、会見には『アニメージュ』の記者は同席しておらず、同誌には掲載されていない。
海外でも人気のある作品であり、このアニメから日本のアニメに興味を持ったアニメファンも少なくない。
アメリカの漫画家ベン・ダンは、プロジェクトA子とうる星やつらからインスピレーションを受けて、「ニンジャ・ハイスクール」という漫画を描いた。こちらは30年以上続くヒット作である。